# NXP Semiconductors
NXP Semiconductors (произносится эн-экс-пи, от англ. Next eXPerience) — независимая компания, основанная Philips, поставщик полупроводниковых компонентов со штаб-квартирой в Эйндховене (Нидерланды). Компания насчитывает 30 тыс. сотрудников, которые работают более чем в 30 странах мира. Годовой доход компании в 2012 году составил около 4,4 млрд долларов США.
На Nasdaq: NXPI.

## История
Компания была образована 29 сентября 2006 года, когда Koninklijke Philips Electronics N.V. продала 80,1 % акций своего бывшего полупроводникового подразделения консорциуму частных инвесторов, в который входили Kohlberg Kravis Roberts & Co. (KKR), Bain Capital, Silver Lake Partners, Apax и AlpInvest Partners N.V. За собой Philips сохранил 19,9 % акций.
На момент основания компании в 2006 году в её состав вошли 5 бизнес-подразделений:
потребительской электроники (Consumer),
автомобильной электроники (Automotive),
идентификационных систем (Identification),
мобильных и персональных устройств (Mobile and Personal) и
компонентов общего применения (MultiMarket Semiconductors).
В марте 2015 года компания NXP Semiconductors объявила о слиянии с компанией Freescale Semiconductor. Объединение NXP и Freescale в единую компанию создаст четвёртого по величине производителя микропроцессоров и прочей сложной микроэлектроники на планете, с общей стоимостью активов, достигающей 40 млрд долларов.
В 2016 году корпорация Qualcomm попыталась приобрести NXP за $38 млрд ($110 за акцию), пожелав получить не менее 80 % акций, но сделка не состоялась.
В 2018 году Qualcomm обновила предложение, предложив $44 млрд ($127,50 за акцию), при этом запросив минимум 70 % акций NXP. В этот раз группа держателей акций, выступившая против в 2016 году, поддержала предложение. Для Qualcomm эта сделка должна помочь расширить рынок производимой продукции, а также может защитить корпорацию от поглощения конкурентом Broadcom.

## Продукция
NXP Semiconductors поставляет решения на основе высокопроизводительных смешанных цифро-аналоговых (High Performance Mixed Signal) и стандартных полупроводниковых компонентов.